# B.I.B.L.E.
B.I.B.L.E. (акроним от Basic Instructions Before Leaving Earth) — дебютный студийный альбом американского рэпера Fivio Foreign. Он был выпущен на лейблах Columbia Records и RichFish 8 апреля 2022 года. Альбом содержит гостевые участия от KayCyy, Quavo, Kanye West, Алишы Киз, Квин Найджа, Coi Leray, Chloe, ASAP Rocky, Lil Yachty, Lil Tjay, Yung Bleu, DJ Khaled, Vory, Polo G, Blueface и Ne-Yo. Исполнительными продюсерами выступили Уэст, Эллиотт Хардамон, Кахран Рефер, Луис Мота и Mase.

## История
30 ноября 2020 года в рамках проекта Apple Music Fivio Foreign выпустил праздничный сингл «Baddie on My Wish List», в котором раскрыл название альбома. B.I.B.L.E. изначально планировалось выпустить 25 марта 2022 года, но рэпер отодвинул его ровно на две недели, чтобы улучшить его. 1 апреля, ровно за неделю до выхода пластинки, он обнародовал список исполнителей, которые должны были на нём появиться. Три дня спустя он раскрыл треклист альбома вместе с предварительным заказом на Apple Music. 6 апреля 2022 года, за два дня до выхода пластинки, Fivio Foreign выпустила по нему документальный фильм.

## Синглы
Лид-сингл альбома «City of Gods» вместе с Канье Уэстом и Алишей Киз был выпущен 11 февраля 2022 года. Второй сингл «Magic City» при участии Quavo вышел 18 марта 2022 года.

## Оценки
| Совокупная оценка | Совокупная оценка |
| Источник          | Оценка            |
| ----------------- | ----------------- |
| Metacritic        | 68/100            |
| Оценки критиков   |                   |
| Источник          | Оценка            |
| CommMedia         | 6/10              |
| Clash             | 7/10              |
| NME               | [ 13 ]            |
| Pitchfork         | 5.2/10            |
| Rolling Stone     | [ 15 ]            |

B.I.B.L.E. был встречен положительными отзывами музыкальных критиков. На Metacritic альбом получил 68 баллов на основе 4 рецензий. Рецензент журнала Clash написал, что «хотя я бы не сказал, что этот альбом ломает границы или вызывает глубокий эмоциональный отклик, это официальное представление Fivio миру с мощным проектом». Кианн-Сиан Уильямс из NME сравнила B.I.B.L.E. к десятому студийному альбому Канье Уэста Donda, полагая, что «исполнение Fivio Foreign остаётся чётким на протяжении всего альбома, доказывая, что с помощью нескольких вдохновенных битов он может добиться абсолютного величия». Джо Коскарелли из The New York Times написал, что в альбоме рэпер «надеется проложить путь для восходящей хип-хоп сцены города [Нью-Йорка], даже несмотря на то, что он вызывает критику на фоне роста насилия с применением огнестрельного оружия» и «пытается переделать нетрадиционный звук на более традиционный путь: сглаживание уличного края дрилла во что-то безопасное для продажи».

## Список композиций
| №                   | Название                                                         | Автор(ы) | Продюсер(ы)                                                               | Длительность |
| ------------------- | ---------------------------------------------------------------- | --- | ------------------------------------------------------------------------- | ------------ |
| 1.                  | «On God» (при участии KayCyy)                                    | Maxie Ryles III Mark Mbogo Johan Lenox Julian Akogu Michael Washington, Jr. Aniko Thomas Dominick Sanford Tyler Pittman Dizzy Fae                                                                                        | KayCyy Lenox Akogu Mikewavvs Niko the Great Dom Sarfo                     | 3:06         |
| 2.                  | «Through the Fire» (при участии Quavo)                           | Ryles Quavious Marshall Bigram Zayas Brendan Walsh Luis Campozano Aswad Asif Adrian Lau Omari Clarke Joshua Scruggs John White Cristian Tejada                                                                           | DVLP Bordeaux Non Native AyoAA A Lau Clarke Syk Sense Producer Jamz igov  | 3:25         |
| 3.                  | «Magic City» (при участии Quavo)                                 | Ryles Marshall Michael Dean Manalla Yusuf Marcin Blonski | Mike Dean Axl Franklin                                                    | 2:38         |
| 4.                  | «City of Gods» (совместно с Канье Уэстом и Алишей Киз)           | Ryles Kanye West Alicia Cook Andrew Taggart Mark Williams Raul Cubina Asif Allan Lopez Sujeev Thiruketheeswaran Mavric Ritchie Dwayne Abernathy, Jr. Dean Tejada Hamza Hamaal Malik Piper Britney Amaradio               | Уэст The Chainsmokers Ojivolta AyoAA Tweek Tune Hemz Mav Dem Jointz (co.) | 4:16         |
| 5.                  | «What's My Name» (совместно с Квин Найджа при участии Coi Leray) | Ryles Queen Bulls Brittany Collins Beyoncé Knowles-Carter Kelendria Rowland LeToya Luckett LaTavia Roberson LaShawn Daniels Rodney Jerkins Fred Jerkins III Drü Oliver Jade Amar Jason L. Patterson Walsh Campozano Asif | Bordeaux Non Native BKH Beats AyoAA                                       | 3:21         |
| 6.                  | «For Nothin»                                                     | Ryles Rick Vilsaint Martin Targett Tarik Hemeci | Xtra Beatz Txrgett Yoshi                                                  | 2:07         |
| 7.                  | «Hello» (при участии Chloe и KayCyy)                             | Ryles Chloe Bailey Mbogo Walsh Campozano Asif Washington Ben Thomas Tejada Peter Rycroft Ellen Murphy Jamie MacNeal | KayCyy Bordeaux Non Native AyoAA Mikewavvs B. Thomas                      | 4:24         |
| 8.                  | «Confidence» (при участии ASAP Rocky)                            | Ryles Rakim Mayers Asif Walsh Campozano | AyoAA                                                                     | 1:50         |
| 9.                  | «Slime Them» (при участии Lil Yachty)                            | Ryles Miles McCollum Asif | AyoAA                                                                     | 2:26         |
| 10.                 | «Feel My Struggle»                                               | Ryles Yusuf Joseph LoDuca | Axl                                                                       | 2:00         |
| 11.                 | «World Watching» (при участии Lil Tjay и Yung Bleu)              | Ryles Tione Merritt Jeremy Biddle Ellie Goulding Richard Stannard Ash Howes Jonathan Perry | J. Perry                                                                  | 3:31         |
| 12.                 | «B.I.B.L.E. Talk» (при участии DJ Khaled)                        | Ryles Khaled Khaled Asif Salio Bamba | AyoAA 808K_Antares                                                        | 1:45         |
| 13.                 | «Changed on Me» (при участии Vory и Polo G)                      | Ryles Tavoris Hollins, Jr. Taurus Bartlett Dean Asif Kevin da Silva | Dean AyoAA RicoRunDat                                                     | 4:01         |
| 14.                 | «Left Side» (при участии Blueface)                               | Ryles Johnathan Porter Walsh Campozano Clarke B. Thomas Ross Portaro IV Jade Amar | Bordeaux Non Native Clarke B. Thomas SethInTheKitchen                     | 3:40         |
| 15.                 | «Love Songs» (при участии Ne-Yo)                                 | Ryles Shaffer Smith Mikkel Eriksen Tor Erik Hermansen Alex Cunningham Austin Ruff Jonathan R. Shapiro Turran Coleman Walsh Campozano                                                                                     | Bordeaux Non Native                                                       | 2:38         |
| 16.                 | «Whoever»                                                        | Ryles Dean Jhonny Cardona Szymon Wilk | Dean Saint Cardona Wxrrior                                                | 1:55         |
| 17.                 | «Can't Be Us»                                                    | Ryles Earl Simmons Walsh Campozano Lau Scruggs Tejada Omar Gomez DeAndre Sumpter Kaleem-Taylor-Decoteau Siviwe Mangaza                                                                                                   | Bordeaux Non Native A Lau Syk Sense Dizzy Banko Beat Menace               | 4:13         |
| Общая длительность: | Общая длительность:                                              | Общая длительность: | Общая длительность:                                                       | 51:27        |

Примечания
- «City of Gods» содержит дополнительный вокал от Playboi Carti.

## Участники записи
- Mike Dean — мастеринг, миксинг
- Герман Валдез — миксинг, инженеринг (5)
- Тодд Бергмен — инженеринг (1)
- Bordeaux — (2, 3)
- Non Native — инженеринг (2, 4-8, 10, 13-17)
- Джон Каннингем — инженеринг (4)
- Эрл Вашингтон — инженеринг (5)
- Симон Торрес — инженеринг (7)
- Гентуар Мемиши — инженеринг (9)
- Баррингтон Холл — инженеринг (11)
- Джо Грассо — инженеринг (12)
- Хуан Пенья — инженеринг (12)
- Шон Солимар — ассистент инженера
- Томми Раш — ассистент инженера
- Лорен Флейшер — ассистент инженера (1)
- Карлос Мора — ассистент инженер (16)

## Чарты
| Чарт (2022)                      | Высшая позиция |
| -------------------------------- | -------------- |
| Бельгия/Фландрия (Ultratop)      | 93             |
| Бельгия/Валлония (Ultratop)      | 153            |
| Нидерланды (Album Top 100)       | 47             |
| Новая Зеландия (RMNZ)            | 40             |
| Швейцария (Schweizer Hitparade)  | 49             |
| Великобритания (UK Albums Chart) | 65             |